# Habenaria decurvirostris
Habenaria decurvirostris är en orkidéart som beskrevs av Victor Samuel Summerhayes. Habenaria decurvirostris ingår i släktet Habenaria och familjen orkidéer.
Artens utbredningsområde är Zambia. Inga underarter finns listade i Catalogue of Life.